# Petrova Lehota
Petrova Lehota es un municipio del distrito de Trenčín en la región de Trenčín, Eslovaquia. 
Cubre un área de 8,07 km² y se encuentra ubicado en el centro-norte de la región, cerca del río Váh (cuenca hidrográfica del Danubio) y de la frontera con la República Checa.

## Demografía
| Año        | 1994 | 2004 | 2014     | 2024    |
| ---------- | ---- | ---- | -------- | ------- |
| Población  | 0    | 165  | 182      | 192     |
| Diferencia |      | –    | +10,30 % | +5,49 % |

| Año        | 2023 | 2024    |
| ---------- | ---- | ------- |
| Población  | 199  | 192     |
| Diferencia |      | −3,51 % |

Para 2017, tenía una población estimada de 187 habitantes. Para 2023, esta estimación ascendió a 199 personas, siendo 101 hombres y 98 mujeres, obteniendo una densidad poblacional de 24,69/km².